# Cosmocampus maxweberi
Cosmocampus maxweberi är en fiskart som först beskrevs av Gilbert Percy Whitley 1933.  Cosmocampus maxweberi ingår i släktet Cosmocampus och familjen kantnålsfiskar. Inga underarter finns listade i Catalogue of Life.